# اردن ادواردز (بازیکن فوتبال)
اردن ادواردز (انگلیسی: Jordan Edwards؛ زادهٔ ۲۶ اکتبر ۱۹۹۹) بازیکن فوتبال اهل بریتانیا است.
از باشگاه‌هایی که در آن بازی کرده‌است می‌توان به باشگاه فوتبال سوئیندون تاون اشاره کرد.